# Brian Fallon
Brian Fallon, född 28 januari 1980, är en amerikansk låtskrivare, musiker och sångare och en av grundarna till rockbanden The Gaslight Anthem och The Horrible Crowes.

## Diskografi

### Med The Gaslight Anthem
Album
- Sink or Swim (2007)
- The '59 Sound (2008)
- American Slang (2010)
- Handwritten (2012)
- Get Hurt (2014)

EP
- Señor and the Queen (2008)

### Med The Horrible Crowes
Album
- Elsie (2011)

Singel
- "Behold the Hurricane" (2011)

### Som soloartist
Album
- Painkillers (2016)
- Sleepwalkers (2018)

EP
- Georgia (2016)